# Nagy Márton (piarista pap)
Nagy Márton (Muzsla, Esztergom vármegye, 1804. október 5. – Szentgyörgy, Pozsony vármegye, 1873. április 5.) bölcseleti doktor, piarista áldozópap és tanár, a Magyar Tudományos Akadémia levelező tagja.

## Élete
A gimnáziumot Esztergomban, a bölcseletet Győrben és Egerben végezte. 1824-ben a kegyes rendbe vétetett fel és két évi előkészület után 1827-ben Kalocsán tanított. 1828-1829-ben Nyitrán és Szentgyörgyön a teológiát hallgatta és azon év szeptember 21-én pappá szentelték. 1830-1831-ben ismét Kalocsán, 1832-34-ben Szegeden és 1835-36-ban Pesten volt tanár. Innét 1836-ban Bécsbe rendelték a császári és királyi Therezianumba magyar nevelőnek, ahol négy évet töltött.
Ezután Pesten volt tanár 1845-től 1847-ig, majd Tatán lett házfőnök és gimnáziumi igazgató. 1844. december 24-én a Magyar Tudományos Akadémia levelező tagjának választotta. 1848-tól 1849-ig Szegedre került mint hitszónok, a vallás és magyar irodalom tanára. 1850-től 1858-ig ugyanott a líceum és gimnázium igazgatója lett; 1858-ban a bécsi császári és királyi földtani társulat rendes tagjává választotta.
1859-ben a pesti piaristaház főnöke volt, midőn a pesti V. kerületi állami gimnázium igazgatójává nevezték ki. Mivel azonban az új tanügyi szabályzat értelmében az igazgatói teendők végzése mellett még tanítania is kellett, rövid idő alatt lemondott. Mint házfőnök nem nagy hasznára volt a pesti háznak. Azokat a telkeket, melyeket a kollégium egy századon át meg tudott őrizni, majdnem mind elkótyavetyélte, s így igen jelentékeny kárt okozott a háznak. Házfőnöksége alatt, melyet 1870-ig viselt, a gyár utcai telket potom áron (négyszögölét tíz forintjával), 1869-ben a kőbányai óhegyi szőlőt, présházat, pincéket 16 000 forintért eladta a Dréher-féle sörháznak.
Irodalmi munkásságát az ifjúságnak szánt művek németből fordításával kezdte az 1840-es években. Később  foglalkozott rendje történetével, tankönyvek írásával, 1860-tól pedig egy neveléstörténeti monográfia megírásába kezdett. „A nevelészet története” egyes elkészült fejezeteit fel is olvasta az akadémiai bölcseleti és történettudományi osztályának ülésein. „Rég ismert dolgokat mond el unalmas oktató modorban” – írta a Vasárnapi Újság.
Egy másik alkalommal pedig, 1865-ben, amikor Nagy Márton az ókori görögök pedagógiájáról olvasott föl, Arany János, az akadémiai titkára unalmában az alábbi sorokat költötte: „Jaj, biz ez a nevelészet / Csak piano nevel észet, / Irójának neve lész et-/től nem nagyra nevelészett. / Az ívszámot nevelé, sed / Mindent; mi nem new, elészed.” (Akadémiai papírszeletek II).
Utolsó éveiben, 1870-től 1873-ig Szentgyörgyön és Korponán nyugalomban élt.

## Művei

### Önálló kötetben megjelent művek és fordítások
- Az erény ösvénye: Három elbeszélések levelekben gyermekek és gyermekbarátok számára, [fordítás németből], Pest, 1839. – Ism. Athenaeum 1841, 119-120.
- Ifjuságot képző ismeretek-tára, I, II, III, IV, szerk. Nagy Márton és Zimmermann Jakab, Bécs, 1840-1842. – Ifjúsági lexikon, történeti, földrajzi, hittani, nyelvészeti szócikkekkel, Grosser János piarista tartományfőnöknek („kegyes szerzet főkormányzójának”) ajánlva.
- Szavaló: Tanítók és tanulók használatára, I-II, Pest, 1843-1845. – I. kötet: Rövid erkölcsi beszédek és az „Oktalan atyai szeretet” című színmű; II. kötet: retorikai szabályok, rövid beszédek, „A kis játékosok” című színmű.
- Szózat, melyet a szegedi magy-gymnasiumbam 1850-51-dik tanév július 31-én tartott, Szeged, 1851.
- A gyermek fokozatos fejlődése, Pest, 1868 (Értekezések a bölcsészeti tudományok köréből, I/6). – Felolvasta az Akadémia bölcsészet- és történettudományi osztályának 1867. július 30-i ülésén.
- Klar, Alois, Erény jutalma, ford. Nagy Márton, in Családi  Olvasmányok, III. füzet, Pest, 1859, 161-235.

### Folyóiratokban és lexikonokban megjelent cikkkek
- Tanuló gyermekek nyíltsága és őszinteségéről, I-II, Religio és Nevelés 1847:15 (febr. 21.), 113-116, 121-124.
- A tanoda történeti vázlata [a szegedi piarista gimnázium rövid története], in A szegedi kegyes tanítórendi nagy-gymnasium évkönyve, 1851/1852, 3-12.
- Paedagogiai jegyzetek tanárok számára, in A szegedi kegyes tanítórendi nagy-gymnasium évkönyve 1852/1853, 3-15; II, 1853/1854, 3-13 ; III, 1854/1855, 3-13; IV, 1856/1857, 3-14.
- Szeged alsó-városi templom és zárda történeti vázlata, Religio, 1854, II félév, 58. szám, 459-460.
- Önképzési irányzatok, in A szegedi kegyes tanítórendi nagy-gymnasium évkönyve, 1855/1856, 3-20.
- Tanodai történeti adatok 1852-től jelen ideig, in A szegedi kegyes tanítórendi nagy-gymnasium évkönyve 1856/1857, 14-25.
- Ájtatos iskolák, in Egyetemes Magyar Encylopedia, szerk. Török János, I, Pest, 1859, col. 1052-1059.
- Gymnasiumaink s lyceumaink múltja, jelene és jövője, Tanodai Lapok 1860:51, 601-603. – „…gy …n” szignóval.
- A kegyes tanítórend statistikája [az egyes iskolák eredete és akkori helyzete], in Statistikai Közlemények 3(1862), 31-43.
- Az elüljáróság és törvények iránti engedetlenség következései, Szent István Társulat Naptára az 1865. évre, [Pest, 1864], 32-37.
- A béketűrés és kitartás, Szent István Társulat Naptára az 1865. évre, [Pest, 1864], 132-137.
- A keleti nevelészet [China, India, Perzsia, Egyiptom], Akadémiai Értesítő 1865, 64-128. – „A Magyar Tudományos Akadémia bölcseleti és történettudományi osztályainak múlt hó [1863. ápr.] 27-ikén tartott ülésében Nagy Márton értekezett »A keleti, s különösen a chinai és indiai nevelészetről«” (Vasárnapi Újság 1863, 159). Kivonatos ismertetése: Tanodai Lapok 1860, 198-199.
- A személy- s vagyon-bizonytalanság a múlt évekből, Jogtudományi Közlöny 1866, 35-39, 70-75.[2]
- A gymnasiumok és lyceumok szervezéséről, Akadémiai Értesítő 1867, 145-147. – A Magyar Tudományos Akadémia filozófia, jog- és történettudományi osztályának ülésén 1867. ápr. 29-én felolvasott értekezés kivonata.
- Gyakorlati neveléstan története, Akadémiai Értesítő 1868, 255-263. – A Magyar Tudományos Akadémia filozófia, jog- és történettudományi osztályának ülésén 1868. júl. 20-án Szepesi Imre által felolvasott értekezés kivonata.
- Bölcsészeti neveléstan; Bölcsészeti neveléstani cél; Bölcsészeti nevelés módszertana; Bölcsészet története, in Egyetemes Magyar Encylopedia, szerk. Pollák Nep. János, VI, Pest, 1868, col. 270-285.
- Plato mint bölcsész és nevelő, Akadémiai Értesítő 1869, 133-137. – A Magyar Tudományos Akadémia filozófia, jog- és történettudományi osztályának ülésén 1869. jún. 21-én Szepesi Imre által felolvasott értekezés kivonata. „Rég ismert dolgokat mond el unalmas oktató modorban” (Vasárnapi Újság 1869, 357). „Körülbelül épen annyit foglal magában az értekezés, amennyit mai napság már magyarországi gymnasiumainkban is tanítanak, de egy akadémiai felolvasástól többet várnánk; megvárhatnék, hogy a szerző, ha egyetlen eredeti ötletet nem mond is Platóról, de legalább nagyjából tudomással bírjon a külföldi irodalmak erre vonatkozó mozgalmairól.” (Pesti Napló, 1869. jún. 23.)

### Alkalmi költemények
- Fő tisztelendő tudós Grosser K. János úrnak a Kegyes Szerzet' magyar és erdély országi fő igazgatójának ... törvényes vizsgálat alkalmával hódol a szegedi ház, Szeged, 1834.
- Méltóságos és fő tisztelendő Sztankovits János cs. kir. udvari tanácsos úrnak győri püspöki székébe iktatásakor hódol a Kegyes Szerzet Magyar-Óvári háza, Magyar-Óvár, 1838.
- Mélt. és főt. Csajághi Sándor urnak, Csanádi megyés püspöknek beiktatási ünnepére hódoló tisztelet jeléül 1852. ápr. 19. a szegedi kegyes rendiek, Szeged , 1852.
- Halotti bucsuzó versek, melyek a 26 éveket élt ifju Szakáts István felett elmondattak. M.-Gyán szept. 19. 1859., Pest, 1860.

### Szerkesztett iskolai könyvek
- Szent mise áldozati énekek a tatai gymnasiumi ifjuság használatára, Komárom, 1845.
- Egyházi énekek a r. k. tanuló ifjúság számára, Szeged, 1850.[3]
- Második nyelvgyakorló és olvasókönyv: Az ausztriai birodalombeli kath. elemi iskolák számára, Bécs, 1857.

### Kéziratban[4]
- Keresztény erkölcstan (a Szent István Társulat által megbírálva s elfogadva).
- A nevelészet története, Ókor, [1860–1870].
- Életvezér: Nevelői útmutatás neveldében (Utasítás a növeldei felügyelők számára), [1858/1860].[5]
- Nevelészet  (Az iskolai élet; A testgyakorlás; A gymnasiumok; A növeldék), [1860/1862].[6]
- Iskolai fegyelem (értekezés), [1865/1866].[7]
- Hivataloskodás a tanári pályán, [1865/1866].[7]
- Egy szerzetes 46. évi munkás életpályáján (önéletrajz), 1871.